# Los clarines del miedo
Los clarines del miedo és una pel·lícula espanyola de 1958 ambientada en el món dels toros, dirigida per Antonio Román i protagonitzada per Francisco Rabal.
El guió va ser escrit per Antonio Vich Pérez i Ángel María de Lera sobre una novel·la d'aquest últim del mateix títol. El guió fou guardonat en la 5a edició dels Premis Sant Jordi de Cinematografia.

## Argument
La pel·lícula s'ambienta en un petit poble castellà on se celebrarà una correguda de toros. Dos toreros desconeguts, Aceituno, un veterà i desencantat (Francisco Rabal) i Filigranas, novençà i ple d'il·lusió (Rogelio Madrid) esperen plens de por i incertesa al fet que arribi l'hora de la lídia en un poble on, per descomptat, no hi ha hospital.
El jove torero mor d'una banyada i el veterà aconsegueix un inesperat triomf, però a l'hora de cobrar, rebutja els diners.

## Repartiment
- Francisco Rabal - Aceituno
- Rogelio Madrid - Filigranas
- Silvia Solar - Fina
- José Marco Davó - Don Ramón
- Manuel Luna - Sr. Antares
- Rosita Valero - Antonia
- Luis Roses - Juan
- Francisco Bernal - Secretari
- Manuel Braña